# Донгфаяйен
Донгфаяйен (тайск. ป่าดงพญาเย็น — «джунгли властелина холода») — горная система в центральном Таиланде. Представляют собой продолжение хребта Пхетчабун и разделяют долины Чаупхрайи от плато Корат. Длина гор — 230 километров, на юг они продолжаются как горы Санкамбенг, и далее на восток — Дангрек. На севере массив расположен в бассейне реки Мун, на юге — Меконга. высота массива от 100 до 1350 метров, высшая точка, гора Кхао-Ром имеет высоту 1351 метр.
На территории массива расположены несколько национальных парков. Наиболее посещаемый из них — Кхауяй, первый национальный парк Таиланда. Другие парки — Та-пхрайя на границе с Камбоджей, Тхап-Лан, Пангсида, Пхра-Пхуттхачай и природный резерват Донгьяй. Общая площадь массива, занимаемая национальными парками, составляет 6155 км².
Ранее массив назывался Донгфаяйен («джунгли властелина огня»), так как многие путешественники заражались здесь малярией. В XIX веке большая часть лесного массива была уничтожена, после чего название было изменено королевским указом, чтобы показать, что путешествие в эти горы более не опасно.
С 14 июля 2005 года горная система включена в список Всемирного наследия ЮНЕСКО.